# Leilani Rorani
Leilani Rorani (* 15. April 1974 in Auckland als Leilani Joyce) ist eine ehemalige neuseeländische Squashspielerin.

## Karriere
Leilani Rorani begann ihre professionelle Karriere im Jahr 1990. Bereits 1997 wurde sie Weltmeister im Doppel mit Philippa Beams und gewann die Bronzemedaille bei den World Games. Darüber hinaus wurde sie in den Jahren 2000 und 2001 zweimal Vizeweltmeister. In Edinburgh unterlag sie 2000 ihrer Landsfrau Carol Owens mit 9:6, 9:5, 7:9, 5:9 und 9:6. Ein Jahr darauf verlor sie gegen die Australierin Sarah Fitz-Gerald glatt mit 9:0, 9:3 und 9:2. Von November 2000 bis September 2001 rangierte sie dabei an der Spitze der Weltrangliste. Bei den British Open konnte sie 1999 und 2000 siegen. Sie wurde insgesamt viermal neuseeländische Landesmeisterin. Sie war lange Jahre Stammspielerin der neuseeländischen Nationalmannschaft. Bei den Commonwealth Games 2002 gewann Leilani Rorani sowohl im Doppel mit Carol Owens als auch im Mixed mit Glen Wilson die Goldmedaille. Nach den Spielen beendete sie ihre Karriere. 2009 wurde sie in die New Zealand Squash Hall of Fame aufgenommen.

## Privates
Leilani Rorani heiratete im Jahr 2002 Blair Rorani, mit dem sie vier Kinder hat. Sie spielte seit ihrer Heirat unter ihrem neuen Namen.

## Erfolge
- Vizeweltmeister: 2000, 2001
- Weltmeister im Doppel: 1997 (mit Philippa Beams)
- 11 Monate Weltranglistenerste
- Gewonnene WSA-Titel: 16
- Commonwealth Games: 2 × Gold (Doppel und Mixed 2002)
- World Games: 1 × Bronze (1997)
- Neuseeländischer Meister: 4 Titel
- Neuseelands Sportlerin des Jahres: 2000